# La Vengeance corse
Pour les articles homonymes, voir Vengeance corse.
Pour plus de détails, voir Fiche technique et Distribution.
La Vengeance corse est un court métrage muet français réalisé par Louis Feuillade, sorti en 1907.

## Fiche technique
- Titre : La Vengeance corse
- Réalisateur : Louis Feuillade
- Scénario :
- Photographie :
- Montage :
- Producteur :
- Société de production : Société des Etablissements L. Gaumont
- Société de distribution : Société des Etablissements L. Gaumont
- Pays d'origine :  France
- Langue : film muet avec les intertitres en français
- Métrage :
- Format : Noir et blanc — 35 mm — 1,33:1 —  Muet
- Genre : Drame
- Durée :
- Dates de sortie :
  -  France : 1907